# Satans Sorger
Satans Sorger (originaltitel: The Sorrows of Satan) er en britisk stumfilm fra 1917 instrueret af Alexander Butler med Gladys Cooper, Owen Nares og Cecil Humphreys i hovedrollerne.
Filmen er baseret på romanen The Sorrows of Satan af Marie Corelli. Plottet omhandler en fattig forftter, der er så trist over sit liv, at han sælger sin sjæl til djævlen. I romanen er djævlen en sympatisk karakter, der har bedt om tilgivelse fra Guds, der imidlertid nægter at tilgive, hvilket gjorde romanen kontroversiel ved sin udgivelse. Filmen følger ikke romanens handling og personbeskrivelse så tæt.
Filmen blev af anmeldere beskrevet som uoriginal, men var en kommerciel succes. Den blev genindspillet af Paramount i en udgave instrueret af D. W. Griffith.